# Trezzone
Trezzone (Trezzon in dialetto comasco, AFI: /treˈtsoŋ/) è un comune italiano di 234 abitanti della provincia di Como in Lombardia. Faceva parte della Comunità montana dell'Alto Lario Occidentale, dal 2009 è nella Comunità montana Valli del Lario e del Ceresio.

## Storia
In età altomedievale Trezzone era un feudo dei Vicedomini, i quali avevano infeudato tutto il territorio della bassa Valtellina.
Gli annessi agli Statuti di Como del 1335 riportano Trezono montis Surici tra le località facenti parte della pieve di Olonio, della quale Trezzone seguì fino al 9 novembre 1456, quando la sede plebana fu spostata a Sorico.
Durante il restante periodo all'interno del Ducato di Milano, Trezzone seguì le vicende della pieve di Sorico, che assieme a quelle di Dongo e di Gravedona costituì il cosiddetto "feudo delle Tre Pievi superiori del lago", in un primo tempo regalato da Ludovico Maria Sforza a Lucrezia Crivelli come parte integrante del feudo di Nesso (1497), poi infeudato dal Medeghino (1545) e infine passato alla famiglia Gallio (1580), la quale vi esercitò i propri diritti feudali fin'oltre la metà del XVIII secolo.
A partire dal XVI secolo, Trezzone fu interessato da un importante fenomeno di emigrazione verso Palermo.
Un decreto di riorganizzazione amministrativa del Regno d'Italia napoleonico datato 1807 sancì l'annessione di Trezzone al comune di Gera, decisione cancellata dalla Restaurazione.

### Simboli
Il Comune non ha ancora adottato uno stemma ufficiale.

## Monumenti e luoghi d'interesse

### Chiesa di Santa Maria delle Grazie

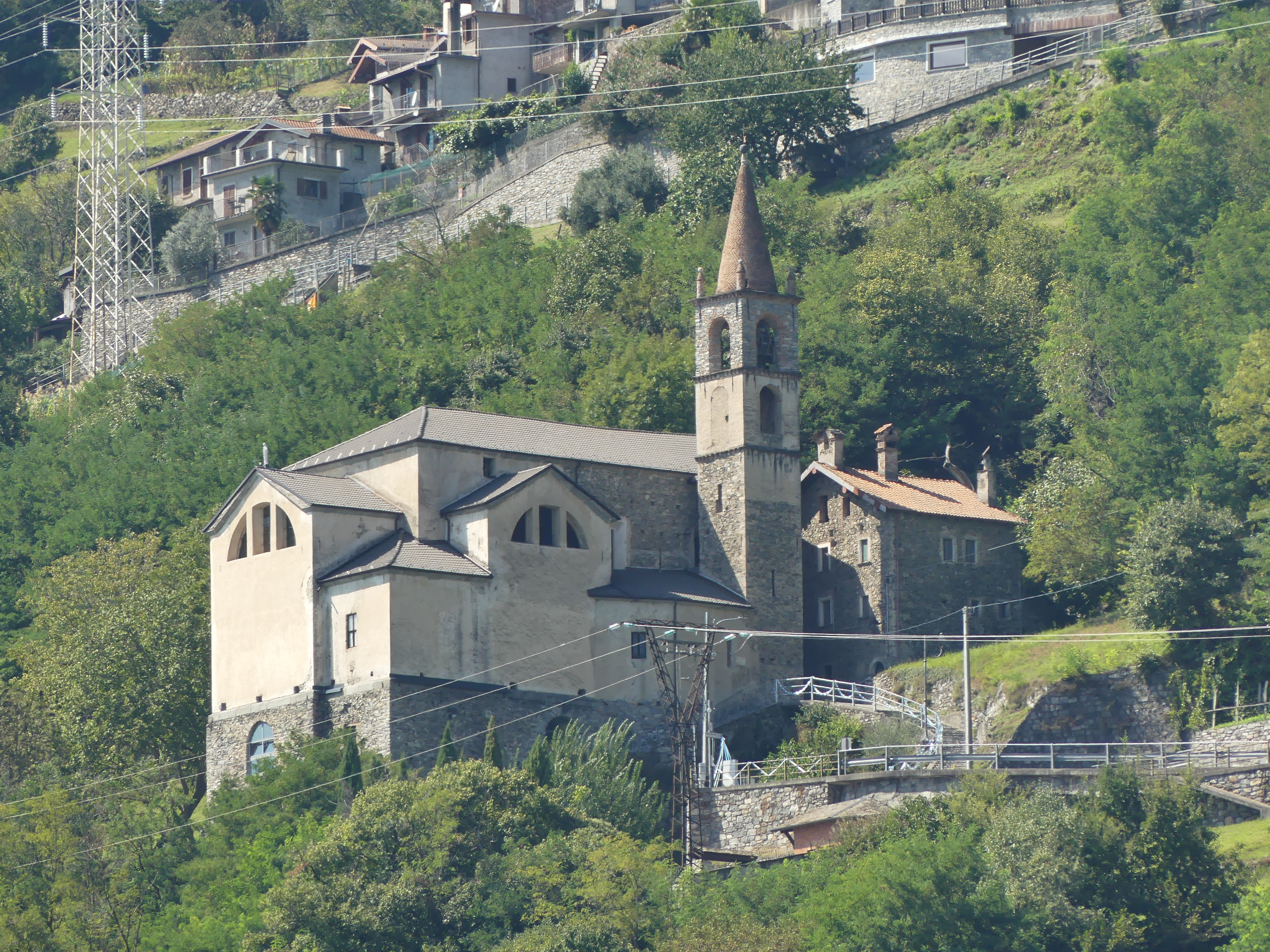
Chiesa di Santa Maria delle Grazie

Già attestata nel 1560, la chiesa fu elevata a parrocchiale nel 1587 per opera del vescovo di Como Gianantonio Volpi. Originariamente in stile romanico, la chiesa fu rimaneggiata nel corso dei secoli. Internamente, la chiesa ospita numerosi dipinti di epoche diverse, tra i quali un affresco del 1484 e opere realizzate dai fratelli Appiani, da Caracciolo di Vercana e dai comaschi Cesare Carpani e Giambattista Rodriguez.

## Società

### Evoluzione demografica

#### Demografia pre-unitaria
- 1751: 217 abitanti[6]
- 1771: 215 abitanti[11]
- 1805: 272 abitanti[7]
- 1809: 255 abitanti (prima dell'annessione a Gera)[7]
- 1853: 351 abitanti[8]

#### Demografia post-unitaria
Abitanti censiti

## Amministrazione
Alle ultime elezioni comunali tenutesi il 3 e il 4 ottobre c'era una sola lista civica (la nuova Trezzone) e l'affluenza fu del 69,81%.